# Tobiano

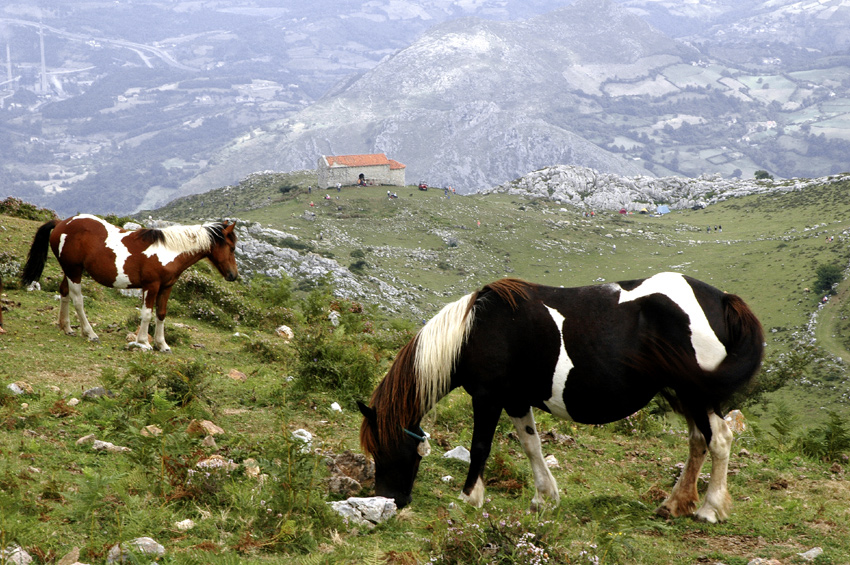
Links: Braunschecke, Rechts: Rappschecke

Als Tobiano oder Dominante Plattenscheckung wird das häufigste Scheckungsmuster bei Hauspferden bezeichnet.

## Wortherkunft
Der Name Tobiano stammt aus dem Südamerika des 19. Jahrhunderts. Ein General Tobias führte eine Kavalleriedivision, deren Pferde überwiegend Tobiano-gescheckt waren bei dem Kampf von Buenos Aires gegen die Spanier.

## Aussehen
Die meisten gescheckten Pferde in Europa sind Tobianos. Die Flecken dieser Pferde sind scharf begrenzt und haben glatte Ränder. Die Augen sind meist dunkel.
Meist hat ein Tobiano weiße Füße oder sogar noch ausgeprägtere Beinabzeichen. Die Kopfabzeichen sind nicht ausgeprägter als bei einem sonst gleich veranlagtem Pferd ohne Tobiano-Gen. Häufig sind dort auch gar keine Abzeichen vorhanden.
Die weißen Flecken überqueren im Gegensatz zu denen des Rahmenschecken gewöhnlich an mindestens einer Stelle die Rückenlinie.
Ein Pferd mit geringer Platten- oder Tobianoscheckung hat oft nur weiße Beinabzeichen. Bei etwas mehr Weiß kommen auch kleine Flecken auf der Rückenmitte hinzu, die Richtung Bauch zeigen.
Ein Tobiano oder Plattenschecke mit viel Weiß hat die letzten farbigen Stellen meist am Kopf. Wenn er etwas mehr Farbe hat, auch am Schweif (zweifarbiger Schweif), an der Flanke Richtung Knie, und am Bug.
Manchmal, besonders bei homozygoten Tobianos, können zwischen den Flecken kleine schwarze Punkte (Inkspots) auftreten.
An den Stellen, wo keine weißen Flecken sind, sieht das Pferd so aus, wie es ohne das Scheckungsgen aussähe. Es gibt also Rappen, Braune, Füchse, Falben, Isabellen, Roans mit Plattenscheckung.
| |                                                                                     |                                                           |                           |                                                  |
| Beinahe einfarbiger Lewitzer mit Tobianogen: Man beachte die weißen Stellen an der Mähne, der Kruppe und die vier weißen Beine als Tobianomerkmale. | Braunschecke: Hier ist die Tobianoscheckung schon deutlich als Scheckung erkennbar. | Braunschecke: Typisch ist, dass oft Kopfabzeichen fehlen. | Rappschecke mit viel Weiß | Rappschecke: Außer dem Kopf ist das meiste weiß. |

## Genetik

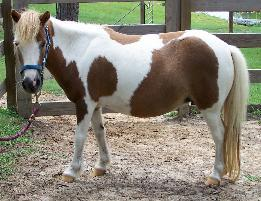
Tobiano mit Laterne: Die weiße Laterne im Gesicht wird nicht vom Tobianogen verursacht, sondern durch eines der Gene für weiße Abzeichen, ein Sabino- oder Splashed-White-Gen.

Die Tobianoscheckung vererbt sich dominant, das heißt Pferde, die das Gen zweimal haben, sehen fast genauso aus wie Pferde, die es nur einmal haben. Es handelt sich um eine abgeschwächte Form des Leuzismus. Die weißen Flecken entstehen, weil nicht alle Hautareale durch Melanozyten (farbstoffbildende Zellen) besiedelt werden.
Das Gen für die Scheckung wird mit To für Tobiano abgekürzt. Eine Mutation, bei der ein Teil im Intron 13 des Kit-Locus umgedreht ist, wurde als Gentest für Tobiano verwendet. Da beim Lewitzer 14 % der Tobianos diese Mutation nicht tragen, kann sie nicht die Ursache der Scheckung sein. Eine weitere verdrehte Stelle befindet sich kurz hinter dem c-kit-Locus. Sie ist ziemlich sicher die verursachende Mutation, da sie in allen bisher untersuchten Rassen mit der Scheckung assoziiert ist. Die Scheckung kommt vermutlich dadurch zustande, dass Genbereiche zerschnitten wurden, die dazu dienen festzulegen, wie oft das KIT-Protein hergestellt werden soll.
Das Kit-Gen selbst liegt auf Pferdechromosom 13 (ECA13) und ist bei stichelhaarigen Pferden, der White Spotting des Pferdes und der Sabinoscheckung mutiert. Die Tobiano-Mutation wird wegen des geringen Abstandes zu diesem Gen immer zusammen mit dem gesunden KIT-Gen vererbt. Wenn ein Pferd für eines dieser vier Gene reinerbig ist (das Gen also zweimal hat), kann er keines der beiden anderen Gene haben. Wenn es nicht reinerbig ist, kann es höchstens zwei dieser Veranlagungen haben.
Wenn ein Pferd sowohl das Overo- als auch das Tobianogen hat, sieht es meist wie ein Tobiano aus.
Auf demselben Chromosom nahe beim cKit-Locus liegt der Extension-Locus des Pferdes, so dass die Veranlagung für Fuchsfarbe oft gemeinsam mit der Scheckung vererbt wird.

## Rassen
Beim Lewitzer schreibt der Zuchtstandard vor, dass sie Tobianoschecken zu sein haben.
Das Tobianogen ist das verbreitetste Scheckungsgen. Bei Rassen, bei denen Scheckung erwünscht ist, weist deshalb ein Großteil der Tiere dieses Scheckungsgen auf, so beim Araberpinto, dem Paint Horse und dem Tinker.